# 교차 라이선스
교차 라이선스(cross license) 합의는 둘 이상의 집단끼리의 계약이다. 여기서 각 집단은 그들의 지적재산권을 다른 집단에 사용권을 준다.
특허법 개념에서 교차 라이선스 합의는 둘 이상의 집단이 제각각 소유한 하나 이상의 특허에 청구된 기술의 개발을 위해 서로에게 라이선스를 주는 합의이다. 다시 말해, 어떤 기업이 자기 사에서 가지고 있는 기술을 제공할 것을 조건으로 다른 기업으로부터 기술을 도입하는 일을 가리킨다.

## 같이 보기
- 크로스오버 작품

## 참조
- 이 문서에는 다음커뮤니케이션(현 카카오)에서 GFDL 또는 CC-SA 라이선스로 배포한 글로벌 세계대백과사전의 내용을 기초로 작성된 글이 포함되어 있습니다.